# Château Saint-Aubin
Pour les articles homonymes, voir Saint-Aubin.
Le Château Saint-Aubin est un domaine viticole du Bordeaux situé à Jau-Dignac-et-Loirac en Gironde qui donne du vin rouge. C'est un cru bourgeois dans l'AOC Médoc.